# Aerotèrmia
L'aerotèrmia és una energia de fonts renovables que treu profit de l'energia continguda a l'aire que ens envolta per tal d'utilitzar-la per a diferents finalitats. A principis del segle xxi l'aerotèrmia es pot utilitzar per a produir aigua calenta sanitària i també per a climatitzar habitatges o espais tancats.
Gràcies al fet que l'energia que conté l'aire de manera natural, en forma de temperatura, és disponible i virtualment inesgotable, ja que és capaç de regenerar-se per mitjans naturals (escalfament per l'energia del sol), es pot considerar l'aerotèrmia com una energia renovable. Utilitzant aquesta energia s'aconsegueix produir calor i aigua calenta de manera menys contaminant, ja que no cal utilitzar combustibles fòssil.